# The Fo’tet Plays Monk
The Fo’tet Plays Monk ist ein Jazzalbum von Ralph Peterson und dessen Formation Fo’tet. Die am 20. November und 18. Dezember 1995 in den Soundtrack Studios, New York City, entstandenen Aufnahmen erschienen 1997 auf Evidence Records. Das Album enthält vorrangig Kompositionen von Thelonious Monk.

## Hintergrund
Für dieses Album bestand Ralph Petersons „Fo’tet“ neben dem Bandleader am Schlagzeug aus dem Sopransaxophonisten Steve Wilson, dem Vibraphonisten Bryan Carrott und dem Bassisten Belden Bullock. In ihrer Hommage an Thelonious Monk spielte das Quartett (zu dem kein Pianist gehört) neun Monk-Stücke (darunter diffizile Nummern wie „Skippy“, „Played Twice“, „Criss Cross“ und „Four in One“) sowie ein Paar von Eigenkompositionen Carrotts und Petersons, „Monkin’ Around“ und „Spherically Speaking“.

## Titelliste
- Ralph Peterson: The Fo’tet Plays Monk (Evidence ECD 22174-2)[2]

1. Jackie-ing 5:55
2. Skippy 4:33
3. Epistrophy (Kenny Clarke, Thelonious Monk)  9:11
4. Played Twice 4:30
5. Light Blue 4:02
6. Criss Cross 3:27
7. Four in One 5:14
8. Monkin’ Around (Ralph Peterson) 5:33
9. Spherically Speaking (Bryan Carrott) 3:26
10. Well You Needn’t 5:17
11. Brilliant Corners 5:38

Sofern nicht anders angegeben, stammen die Kompositionen von Thelonious Monk.

## Rezeption
Scott Yanow verlieh dem Album in Allmusic drei Sterne und schrieb, der leichte Klang der Gruppe stehe im Kontrast zu der „schweren“ Natur der komplexen Improvisationen, und insgesamt sei dies eine qualitativ hochwertige Unternehmung (die zur Jazztradition beitrage, anstatt nur die Vergangenheit zu kopieren), die es wert sei, mehrmals gehört zu werden.
Richard Cook und Brian Morton haben dem Album in ihrem Penguin Guide to Jazz die zweithöchste Bewertung von dreieinhalb Sternen verliehen: "Plays Monk" sei ein prosaischeres Projekt als das Vorgängeralbum The Reclamation Project, aber Peterson sei eindeutig daran interessiert gewesen, dies aus der normalen Tributfurche herauszuhalten. Von den elf Melodien seien nur „Epistrophy“ und „Well You Needn't“ eindeutig. Songo- und Second-Line-Rhythmen sorgten für multikulturelle Würze, und das schiere Knistern des Spiels sei aufregend. Wilsons schlangenhaftes Spiel sei ein genaues Hinhören wert, aber der Starimprovisator sei hier Brian Carrott, der in diesen Umgebungen genauso einfallsreich zu sein scheine wie Milt Jackson mit Monk selbst, so das Resümée der Autoren.